# 希罗尼穆斯·博克
希罗尼穆斯·博克（拉丁名：Tragus，1498年—1554年2月21日）是文艺复兴时期德意志植物学家、医师和信義宗神职人员。他的著作是《新草药志》，其中涉及了近七百种植物。他将中世纪的植物学建立在观察和描述的基础上，开始了其向现代科学的过渡。

## 生平
由于缺少记录，希罗尼穆斯·博克的早年生活鲜为人知。他于1519年6月28日在海德堡大学注册。他在入学前就听说了1518年春天的海德堡辩论，接触了馬丁·路德的宗教改革思想。
他于1523年结婚。同年，在路德维希二世伯爵的指示下，他搬到茨韦布吕肯，成为一所学校的老师，并兼任伯爵的花园总管。在工作了九年后，伯爵不幸去世。之后，他搬到了霍恩巴赫，成为了信义宗牧师，在闲暇时间研究植物。
1539年，他出版了没有插图的《新草药志》；之后又再版多次。这本著作没有跟从古希腊医师迪奥科里斯的传统，而是独创地使用了一种新的系统，分类并描述了近700种植物。它被视为中世纪植物学向现代植物分类学过渡的开端。
在葡萄酒文化中，德国出产的著名雷司令白葡萄的现代拼写法最早可见于博克1552年版本的《新草药志》中。

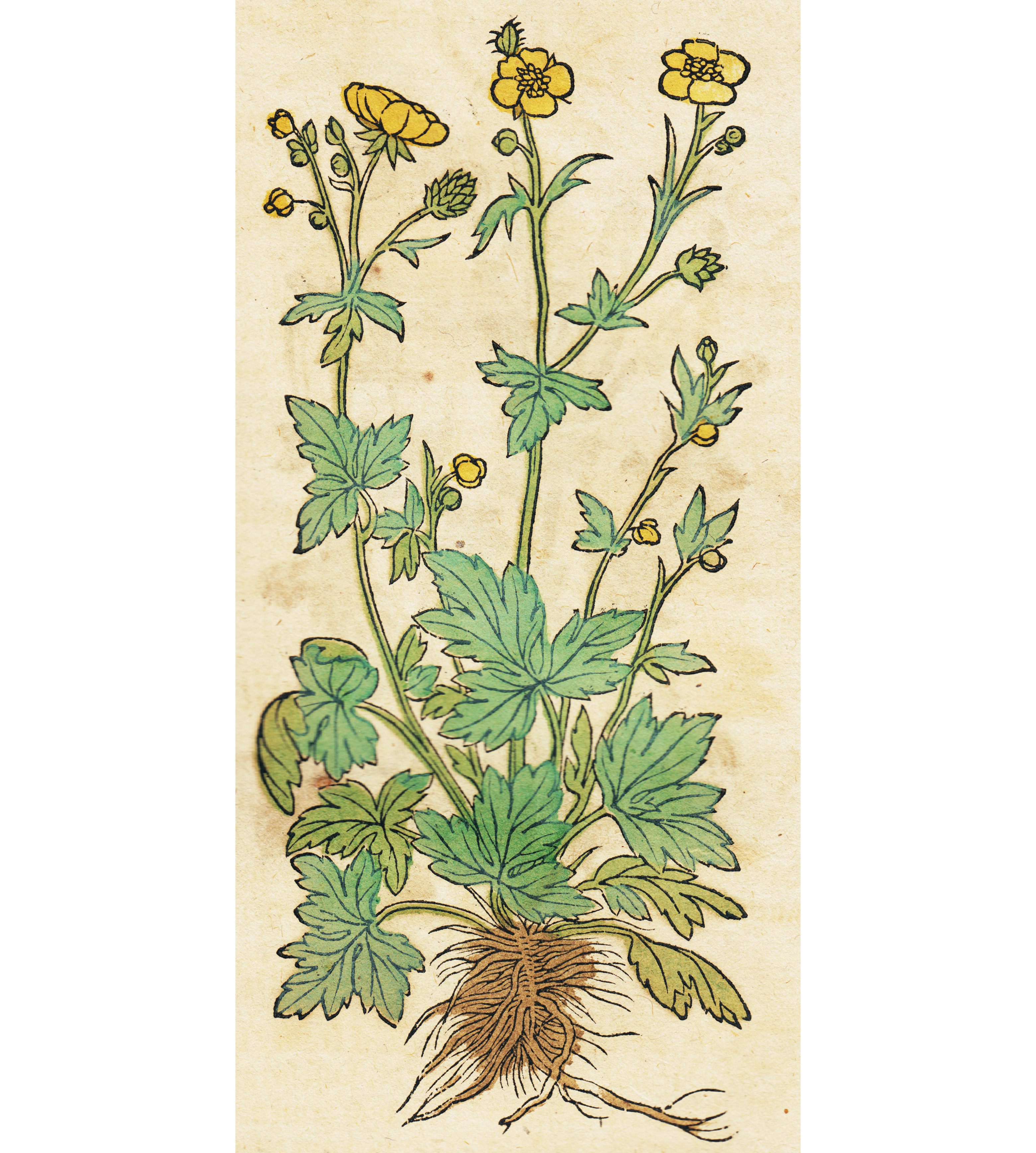
毛茛，1551年版

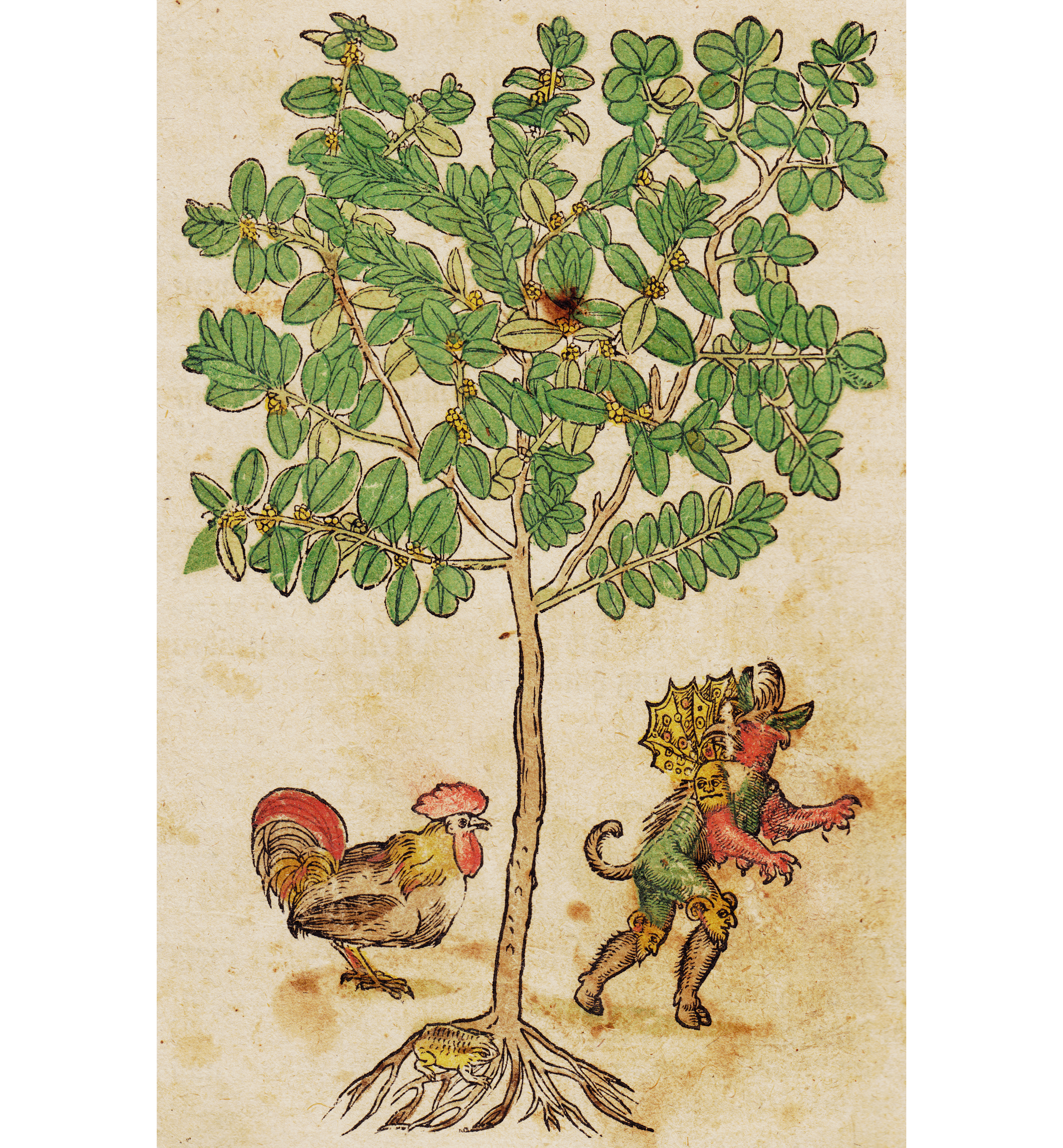
黄杨，1551年版

## 著作
- 《新草药志》（New Kreütterbuch，1539年）：收录了近七百种植物。
  - 画家达维徳·坎德尔（英语：David Kandel）为《新草药志》绘制了插图，并于1546年重新出版。
- 《浴场外科理发师规章》（Bader-Ordnung，1550年）：为浴场疗养者提供的手册。

## 纪念
希罗尼穆斯·博克与同时代的莱昂哈特·福克斯和奥托·布伦费尔斯一同被称为“德国植物学之父”。
为了纪念希罗尼穆斯·博克对植物学的贡献，虱子草属和刺痒藤属以他的拉丁名特拉古斯（Tragus）命名。
1993年，霍恩巴赫市成立“希罗尼穆斯·博克小学”。